# Edward Lucie-Smith

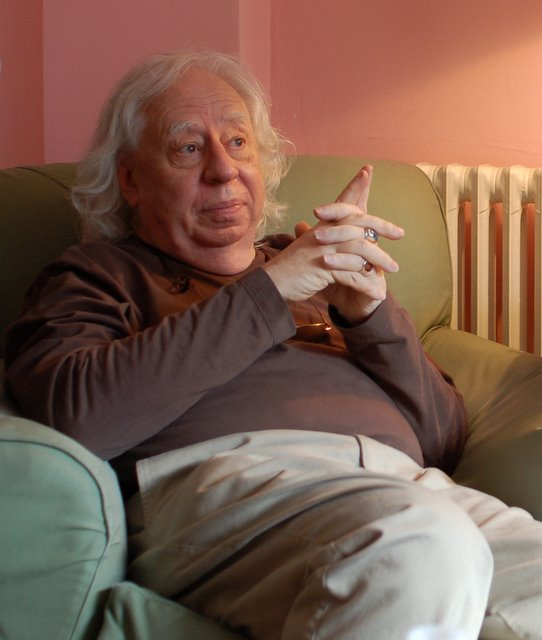
Edward Lucie-Smith

Edward Lucie-Smith (* 27. Februar 1933 in Kingston, Jamaika) ist ein Dichter, Journalist und Kunsthistoriker, der sich besonders der Kunst der Moderne gewidmet hat.
Der gebürtige Jamaikaner lebt seit 1946 in Großbritannien. Er studierte an der King’s School, Canterbury, und am Merton College, Oxford.
Lucie-Smith begann seine literarische Karriere zuerst als Dichter, ehe er sich hauptsächlich als Kunstschriftsteller und Ausstellungsleiter betätigte. Er ist Mitglied der Académie Européenne de Poésie.